# Чжан Чжи
Чжан Чжи (кит. трад. 張芝, упр. 张芝, пиньинь Zhāng Zhī, ? — 192), взрослое имя Бои́н (кит. трад. 伯英) — китайский каллиграф времён Империи Хань. Родился в Цзюцюани, Ганьсу и был старшим сыном ханьского полководца Чжан Хуаня. Чжан Чжи был основоположником современного курсивного письма и был традиционно почитаем как мудрец курсивного письма (草聖). Кроме того, в китайской каллиграфии он известен как один из четверых талантов (四賢).
Несмотря на великую славу, которой Чжан Чжи пользовался в древности, достоверно принадлежащих ему работ не сохранилось. Ему приписывается выражение: «слишком занят, чтобы писать курсивом» (匆匆不暇草書), которая показывает, что исполнение курсивного письма, изначально изобретённого с целью экономии времени, требует спокойного состояния разума.